# Matigramma nitida
Matigramma nitida là một loài bướm đêm trong họ Erebidae.